# Victor E. Marsden
Victor E. Marsden (8 de junio de 1866 - 28 de octubre de 1920) es un periodista, editor y traductor estadounidense.

## Publicaciones
- Finlandia: La cuestión de la autonomía y las leyes fundamentales,

por N. D. Sergieevski; Victor Emile Marsden
(Londres: Wyman & Sons,  '1911' )
- La Revolución en  Finlandia bajo  Príncipe John Obolensky

por Vsevolod Vladimirov;
trans. por Victor E. Marsden (Londres: Wyman & Sons, Ltd.,  '1911' )
- Política de Rusia en  Finlandia

por G. A. Evreinov; Victor E. Marsden
(Londres: Wyman [¿e hijos?],  '1912' 
- "El Rey de los Judios, un drama sagrado", del ruso de "K.P [R]" (el  Gran Duque Constantino)

por Victor E. Marsden, M.A.
(Londres, Nueva York [etc.]: Cassell and Company, Ltd.,  '1914' )
- Cruzando la línea con Su Alteza Real el Príncipe de Gales:

en  H.M.S. Renown, viernes - sábado, 16-17 de abril ,
por Victor E. Marsden, (Sydney: Angus & Robertson,  '1920)' 
- "Alemanes"

en  Harvard Encyclopedia of American Ethnic Groups 
ed. por Steven Thermstrom
(Cambridge: Harvard University Press, 1980)